# Vice primer ministro de Canadá
El vice primer ministro de Canadá ( en francés: vice-première ministre du Canada)  es ministro de la Corona y miembro del Gabinete canadiense. El cargo se confiere a discreción del primer ministro y no tiene una cartera departamental asociada. Los vice primeros ministros canadienses son designados para el Consejo Privado y reciben el tratamiento de Honorable (en francés: l'honorable), un privilegio mantenido de por vida.
Chrystia Freeland fue la décima vice primera ministra de Canadá, cargo que asumió desde el 20 de noviembre de 2019 hasta su renuncia el 16 de diciembre de 2024. Era al mismo tiempo ministra de Finanzas y ministra de Asuntos Exteriores antes de que el primer ministro Justin Trudeau la ascendiera al cargo de vice primera ministra tras las elecciones federales de 2019. El puesto estuvo vacante de 2006 a 2019. 
El vice primer ministro no debe confundirse con el cargo de secretario del Consejo Privado, que es en realidad el viceministro (el funcionario de mayor rango de un departamento) del departamento del primer ministro (que es la Oficina del Consejo Privado). 

## Funciones
Las funciones oficiales del vice primer ministro consisten en responder a las preguntas relativas a la política general del Gobierno durante el periodo de preguntas y presidir el Gabinete en ausencia del primer ministro. El cargo no tiene rango de ley ni conlleva obligaciones o tareas formales —es decir, carece de cartera—, aunque el primer ministro puede negociar o asignar tareas específicas en relación con el título. Con la excepción de Herb Gray, todos los vice primeros ministros han ocupado otra cartera ministerial junto a este título. 
Según el periodista Joseph Brean, de la Postmedia Network, el cargo puede ser a veces «un cáliz envenenado, o una correa para mantener a un rival bajo estrecho control», más que una indicación de que el primer ministro confía en la autoridad del adjunto. Para la revista de análisis político Policy Options, Eugene Lang y Greg Schmidt describen esta función como una de «poder blando», en la que un vice primer ministro sólo tiene tanto o tan poco poder dentro de un gobierno como el primer ministro decida permitírselo; el nivel de poder suele comunicarse menos por el título en sí del vice primer ministro y más por las demás funciones que desempeñe o no junto a él. Una vice primera ministra, Sheila Copps, suscitó polémica en 1993 tras afirmar que estaba «a cargo» de los asuntos del gobierno mientras el entonces primer ministro, Jean Chrétien, estaba de breves vacaciones.